# علل (علم الحديث)
العلل في سياق علم الحديث أسباب خفية غامضة تقدح في صحة الحديث، ويُسمى العلم الذي يدرس هذه العلل علم علل الحديث، ويُسمي الحديث الذي به علة مع أن ظاهره السلامة منها بالحديث المعلل، وقد تكون العلة في السند أو المتن أو كليهما.

## التسمية والنشأة
اشتهر استعمال لفظ «مُعَلل» عند المحدثين لوصف الحديث الذي به علة، فيما استخدم بعضهم لفظ «معلول» وكلاهما منتقد، والأولى أن يقال فيه حديث «مُعَلّ»، لأنه مشتق من الفعل الرباعي «أعل». كما قد يُطلق اللفظ على الأسباب الأخرى لتضعيف الحديث غير العلة.
تطور علم علل الحديث من أواخر عصر الصحابة وعصر التابعين كمحمد بن سيرين، حتى استقر عند شعبة بن الحجاج الذي قال عنه ابن رجب الحنبلي : «هو أول من وسع الكلام في الجرح والتعديل، واتصال الأسانيد وانقطاعها، ونقب عن دقائق علم العلل، وأئمة هذا الشأن بعده تبع له في هذا العلم»، كما اشتهر فيه رجال منهم يحيى بن سعيد القطان وعبد الرحمن بن مهدي ويحيى بن معين وعلي بن المديني الذي قال عنه ابن أبي حاتم: «كان علي بن المديني عَلَماً في الناس في معرفة الحديث والعلل»، وأحمد بن حنبل والبخاري ومسلم وأبو داود وغيرهم.

## معرفة علل الحديث
| حذاق النقاد من الحفاظ لكثرة ممارستهم للحديث ومعرفتهم بالرجال وأحاديث كل منهم لهم فهم خاص يفهمون به أن هذا الحديث يشبه حديث فلان، ولا يشبه حديث فلان |
| —ابن رجب الحنبلي |

اعتنى علماء الحديث بدراسة علل الحديث غاية العناية، ووصفو علم دراسة العلل بأنه من أجَلّ علوم الحديث وأدقها وأشرفها، وذلك لأن سلامة الحديث من العلل تُمثل استيفاء الشرط الخامس من شروط الحديث الصحيح، وما يُبنى عليه من تصحيح الأحاديث التي هي المصدر الثاني للتشريعي بعد القرآن الكريم.
ويرى الحاكم النيسابوري أن «الصحيح لا يُعرف بروايته فقط، وإنَّما يُعرف بالفهم والحفظ وكثرة السماع، وليس لهذا النوع من العلم عون أكثر من مذاكرة أهل الفهم والمعرفة، ليظهر ما يخفى من علة الحديث، فإذا وُجد مثل هذه الأحاديث بالأسانيد الصحيحة غير مخرّجة في كتابَي الإمامين البخاري ومسلم، لزم صاحب الحديث التنقير عن علته، ومذاكرة أهل المعرفة به لتظهر علّته».
والحاجة إلى دراسة علل الحديث لا تزال قائمة، وتُوجب أن يكون في الأمة من يفهمه، ولو عجز عنه أهل زمان فلا يعني تعذره، بل الواجب تحصيله كسائر علوم الاجتهاد، فهذا علم قام على اجتهاد النقاد، وباب الاجتهاد لا يحل لأحد غلقه، وبقاء الحاجة علة بقائه، والحاجة لمعرفة الصحيح من السقيم من الحديث لم تنته، ونقد السنن المروية لم يزل.

### طرق استخراج علل الحديث
يبدأ استخراج ومعرفة علل الحديث بجمع روايات الحديث الواحد، الأمر الذي قد يحتاج إلى جمع أحاديث الباب كله وكل ما له علاقة بمضمون الحديث، ويُقَارن بينها سندا ومتنا، ومواضع اختلافها واتفاقها، ما يكشف عن أنماط لترتيب الرواة في الأسانيد، ومن ثم فعند مقابلة إسناد متفرد على غير هذه الأنماط المعروفة لرواته فقد ينبه ذلك على علة خفية فيه وإن كان يصعب تعيينها مع وجود قرائن تنبه لذلك، وهذا هو أكثر الطرق اتباعا وأيسرها، لكنه يتطلب الحفظ التام والتيقظ وسرعة استحضار أنماط الأسانيد. ويساعد عليه التراكم المعرفي الخاص بعلل الحديث التي نص عليها أئمة الحديث المعروفون بدراسة علل الحديث، وألفوا فيها مؤلفاتهم.

### كتب تناولت علل الحديث
- «علل الترمذي الكبير»، وقد أكثر فيه من الاعتماد على شيخه الإمام البخاري[2]
- «كتاب العلل» للرازي
- «العلل الواردة في الأحاديث النبوية» والمعروف أيضا باسم «كتاب علل الدارقطني»
- «كتاب قواعد ابن رجب»
- «كتاب التمييز» للإمام مسلم
- «رسالة أبي داود إلى أهل مكة»

## أقسام علل الحديث
تُقسم علل الحديث من حيث موضعها إلي علل في السند أو المتند أو كليهما

### علل السند
هي العلل القادحة في السند وهي أكثر علل الحديث
- مثلها

فهذا حديث متصل الإسناد، كل راو من رواته عدل وضابط، ومتن الحديث غير شاذ، لكنه الحديث به علة، وهي أن الراوي توهم فعدل عن عبد الله بن دينار إلى عمرو بن دينار، وكلاهما ثقة، والسند الصحيح كما يلي:
- ومثلها

فهذا حديث منسوب إلى رسول الله ظاهره الصحة، إلا أن البخاري أعل هذا الحديث، بما رواه وهيب بن خالد الباهلي عن سهيل عن عون بن عبد الله من قوله، أي أنه من قول عون بن عبد الله وليس من قول النبي.

### علل المتن
هي العلل القادحة في المتن
- مثلها

فهذا الحديث ظاهره الصحة إلا أن متنه معلول بعلة خفية، في قوله: «وما منا إلا»، فقد نُقل عن الخطابي أن لفظ «وما منا إلا» معناه إلا يعتريه التطير ويسبق إلى قلبه الكراهة فيه، فحُذف اختصارا للكلام واعتمادا على فهم السامع، وذكر البخاري أن سليمان بن حرب كان يقول في هذا الحديث: «وما منا ولكن يذهبه بالتوكل»، وهو عنده من قول عبد الله بن مسعود، ويؤيد الحكم بإعلال المتن ورود هذا الحديث بلفظ الطيرة شرك، ولكن الله عز وجل يذهبه بالتوكل أكثر من واحد عن ابن مسعود بدون زيادة «وما منا إلا».

### علل في السند والمتن
- مثلها

وهو حديث به علة، حيث وهم راوي الحديث في كل من الإسناد، كما وهم من حيث المتن في قوله من صلاة «الجمعة» فليست في الحديث، وصوابه:
والحديث مروي من أوجه كثيرة في الصحيحين وغيرهما على خلاف حديث بقية عن يونس، وهو دليل العلة في هذا الحديث.

## روابط خارجية
- البحث في تخريج حديث
- مكتبة الحديث النبوي الشريف